# Zollamtlich überwachter Versandschein
Ein zollamtlich überwachter Versandschein – auch Versandbegleitschein genannt – ist ein Begleitpapier beim grenzüberschreitenden Warentransport. Mit „grenzüberschreitend“ ist hier die Überschreitung einer Zollgrenze gemeint.
Eine Überwachung des Verbleibs des Versandscheins durch die Zollbehörden der verschiedenen Staaten erfolgt unter anderem allein schon deshalb, da viele zollgrenzüberschreitenden Warentransporte steuern- und abgabenrechtlich relevant sind. Innerhalb einer Freihandelszone hingegen, wo keine Zollgrenze verläuft, dürfen Wirtschaftsbeteiligte unabhängig von den Zollbehörden grundsätzlich frei über ihre Waren verfügen; und dort gibt es keine zoll- und handelsbedingten Steuern und Abgaben auf deren Warenbewegung. Maßgebend ist stets die zoll- und handelsrechtliche Vertragslage.

## Versandverfahren
Eine Ware wird von einem Absender an einem Ort A zu einem Empfänger an einem Ort B versendet. Darum wird in dem Zusammenhang von „Versand“ gesprochen. Einhergehend mit der Versendung gemäß einem der zollrechtlich verankertem Versandverfahren, kann der Transport der Ware dann, je nach Versandscheintyp, – über Zollgrenzen hinweg – erfolgen. Die Vorgehensweise, sprich, das Verfahren des Versendens der Ware, ist klar geregelt:
Ein Versandverfahren kann elektronisch (via NCTS) oder auch handschriftlich eröffnet werden. Dabei wird dem Teilnehmer ein Versandschein ausgehändigt. Bei der elektronischen Eröffnung wird dem Versandschein eine Master Reference Number (MRN) zugeordnet. Bei der handschriftlichen Eröffnung wird beim zuständigen Zollamt eine VAB-Nr. (Nr. aus dem Versandscheinausfertigungsbuch) eröffnet. Das handschriftliche Verfahren wird heutzutage als Ausfallverfahren verwendet.
Im Rahmen des New Computerized Transit System (NCTS) nehmen die Staaten, die am Zollgebiet der Union beteiligt sind, also die Mitgliedsstaaten der EU plus Monaco und Nordirland teil. Am „gemeinschaftlichen Versandverfahren“ im NCTS-Rahmen nehmen weiterhin die Staaten San Marino und Andorra teil. Am sogenannten „gemeinsamen Versandverfahren“ im NCTS-Rahmen nehmen noch die vier EFTA-Länder (Schweiz, Liechtenstein, Norwegen, Island), sowie die Türkei (seit 1. Dezember 2016), Nordmazedonien (seit 1. Juli 2015), Serbien (seit 1. Februar 2016) und Großbritannien teil.
Darüber hinaus gibt es weltweite Versandverfahren wie das Carnet-TIR-Verfahren.
Man unterscheidet folgende Versandscheine:
| T1    | Für Nichtunionsware (frühere Begriffe: Nichtgemeinschaftswaren, Zollgut) im Unions- und gemeinsamen Versandverfahren                                    |
| T2    | Für Unionsware (frühere Begriffe: Gemeinschaftswaren, Freigut) bei Beförderung durch ein Nicht-EU-Land im Unions- und gemeinsamen Versandverfahren      |
| T2F   | |
| T2L   | Warenverkehrsbescheinigung bzw. Präferenznachweis für Ware des statistisch freien Verkehrs, d. h. für bereits verzollte Nichtunionsware oder Unionsware |
| T2SM  | Seit dem 1. April 2005 wegen des Kooperationsausschusses mit San Marino                                                                                 |
| T2LSM | Seit dem 1. April 2005 wegen des Kooperationsausschusses mit San Marino                                                                                 |
| T-    | Für gemischte Transporte, dabei wird jeder Position ein eigenes Verfahrenskürzel zugeordnet.                                                            |
| TIR   | zusätzliches Begleitdokument für Carnet-TIR-Verfahren                                                                                                   |

## Zollrechtlicher Status von Gütern und Waren auf dem Zollgebiet der EU
Alle Güter und Waren werden gemäß Zollkodex der Union (Verordnung (EU) Nr. 952/2013) zwei Arten von zollrechtlichem Status zugeordnet, nämlich dem „Status der Unionsware“ sowie dem „Status der Nicht-Unionsware“.

## Angaben auf dem Versandschein
Im Versandschein müssen folgende Daten angegeben werden (oben angefangen):
- Versender/Empfänger
- Gesamtanzahl von Positionen
- Gesamtanzahl von Packstücken (Kolli)
- Versendeland/Bestimmungsland
- Kennzeichen des Beförderungsmittel/ggf. auch Auflieger oder Anhänger und Zulassungsland
- AWB-Nr., Stückzahl, Gewicht,
- Zolltarifnummer
- Gesamtgewicht (Rohmasse)
- Nummer des Hauptverpflichteten
- Abgangs-/Bestimmungszollstelle
- Anzahl der Verschlüsse (Tyden Seal – Zollplombe) (wenn nicht durch Nämlichkeitssicherung z. B. Handelsrechnung, Packliste o. Ä. gesichert wird)
- letzter Tag der Frist

Des Weiteren muss bei der Durchfahrt durch ein Nicht-EU-Land (z. B. Schweiz) ein Grenzübergang eingetragen werden. Bei Sicherung mit Rechnung muss die Rechnung als Vorgelegte Unterlage eingetragen werden. Auf dieser Rechnung muss die korrekte Warenbezeichnung, (bei Maschinen, Fahrzeugen usw. die Fahrgestellnummer oder Fertigungsnummer) eingetragen sein. Dieses Verfahren wird gerne bei Sammel-LKWs angewendet, die an mehreren Stellen „Nicht-Unionsware“ laden.